# هارتلند فور کورنرز (ورمانت)
هارتلند فور کورنرز (به انگلیسی: Hartland Four Corners) یک منطقهٔ مسکونی در ایالات متحده آمریکا است که در شهرستان وینزر، ورمانت واقع شده است. هارتلند فور کورنرز ۱۹۱٫۱۱ متر بالاتر از سطح دریا قرار دارد.